# 흡분대배
흡분대배(영어: absorption, distribution, metabolism, excretion, ADME)는 약물동태학에서 흡수(absorption), 분포(distribution), 대사(metabolism), 배설(excretion)의 약어이며, 생물 내에서의 화학의약품의 분포를 묘사한다.
이 4가지 기준 모두 약의 수준과 조직의 노출에서의 약의 반응 속도론에 영향을 미치며 그러므로 영향과 화학약품의 약리학 활동에 영향을 미친다.

## 흡수
화합물은 조직에 도달하기 위해, 표적세포에 의해서 차지되기 전에 혈류에 들어가야 한다(보통 위장관의 내장흡수같이 점액표면을 통해서). 낮은 화합물 융해도, 위내정체시간, 장 변형 시간, 위 속의 화학 불안정성과 위벽이 흡수하지 못하는 것과 같은 요인들은 모두 경구 투여 후 흡수되는 시간을 줄일 수 있다. 흡수는 생물학적 이용 가능성 복합체를 분명하게 측정한다. 경구로 흡수될 때 제대로 흡수되지 못한 약물들은 반드시 더 바람직한 방식(정맥치료나 내 흡입 등)으로 투여되어야 한다. 

## 분포
복합체들은 대부분의 경우 혈류를 통해 주효 세포로 옮겨질 필요가 있다. 그곳으로부터 복합체들은 아마 상이한 차이로 근육과 장기로 나뉠 것이다. 체순환이 된 후에, 맥관 내 주사에 의해 혹은 어떤 다양한 세포 외 위치에 의해서 그 약물은 혈장농도를 낮추는 경향이 있는 수많은 배포과정을 받을 것이다.
배포는 한 구역에서의 다른 구역으로의 가역 전달로 정의된다. 몇가지 약물 배포에 영향을 미치는 요인들은 부분의 혈류량과, 분자의 크기, 양극성 그리고 혈청 단백질을 굳히는 것과 복잡한 구조 형성을 포함한다. 배포는 혈액 내 관문 같은 자연적인 관문에서는 심각한 문제가 될 수 있다.

## 대사
복합체들은 몸속에 들어가자마자 깨지기 시작한다. 소형세포약물 신진대사의 대부분은 cytochrome P450 enzymes이라고 명명된 간의 산화환원요소에 의해서 수행된다. 신진대사가 일어남에 따라, 최초의 복합체들은 대사산물이라고 불리는 새로운 복합물들로 바뀌게 된다. 대사산물이 약물학적으로 활발하지 못하게 되면, 신진대사는 모의약품의 공급된 투여량의 활동을 정지시킨다 그리고 이것은 보통 신체에 대한 효능을 줄인다. 대사산물은 아마 또한 약물학적으로, 가끔 모의약품의 효능보다 활발히 활동할 수 있다.

## 배설
약물배설이 발생할 때 3가지의 주요 장소가 있다. 신장이 가장 중요한 장소이고 소변을 통해서 생성물물들이 배출되는 장소이다. 담즙 배설 혹은 대변 배설은 간에서 시작하는 과정이고 생성물들이 찌꺼기 혹은 대변과 함께 배설될 때까지 소화관을 거친다. 마지막 배설의 주요 과정은 폐를 거친다.

## 같이 보기
- 생물학적 가용능
- 혈장
- 화학정보학
- 약물 대사
- 용해도

## 참고 자료
- S.K. Balani; V.S.Devishree; G.T. Miwa; L.S. Gan; J.T. Wu; F.W. Lee (2005). “Strategy of utilizing in vitro and in vivo ADME tools for lead optimization and drug candidate selection”. 《Curr Top Med Chem》 5 (11): 1033–8. doi:10.2174/156802605774297038. PMID 16181128.
- Singh S.S. (2006). “Preclinical pharmacokinetics: an approach towards safer and efficacious drugs”. 《Curr Drug Metab》 7 (2): 165–82. doi:10.2174/138920006775541552. PMID 16472106.
- Tetko IV, Bruneau P, Mewes HW, Rohrer DC, Poda GI (2006). “Can we estimate the accuracy of ADME-Tox predictions?,” (PDF). 《Drug Discov Today》 11 (15–16): 700–7. doi:10.1016/j.drudis.2006.06.013. PMID 16846797. 2013년 9월 12일에 원본 문서 (pre-print)에서 보존된 문서. 2016년 6월 7일에 확인함.

.
For biliary excretion and metabolism please also see: Estimation of Biliary Excretion of Foreign Compounds Using Properties of Molecular Structure. 2014. Sharifi M., Ghafourian T. AAPS J. 16(1) 65-78.